# Jag vet hur det känns
Jag vet hur det känns är en låt som framfördes av Li Berg i den svenska Melodifestivalen 1985. Bidraget som skrevs av Dick Berglund och Ingela "Pling" Forsman slutade på femte plats.